# Panthère (jagare)
Panthère var en så kallad "stor jagare" ("contre-torpilleur") av Chacal-klass som byggdes för den franska flottan under 1920-talet. Förutom korta perioder i Engelska kanalen och Franska Västindien tillbringade hon hela sin tjänstgöringstid i Medelhavet. Fartyget tilldelades torpedskolan i Toulon 1932 och förblev där tills andra världskriget inleddes i september 1939. Hon tilldelades då konvojeskort i Atlanten och var under ombyggnad när slaget om Frankrike inleddes i maj 1940. Efter Frankrikes kapitulation en månad senare placerades Panthère i reserv. När tyskarna försökte lägga beslag på den franska flottan där i november 1942 var hon ett av de få fartyg som inte sänktes och erövrades i stort sett intakt.
Tyskarna överlämnade henne senare till den italienska flottan (Regia Marina) som döpte om henne till FR 22 när de tog henne i bruk i början av 1943. Fartyget borrades i sank när Italien kapitulerade i september och skrotades efter kriget.

## Design och beskrivning
Fartygen i Chacal-klassen var utformade för att mäta sig med de stora italienska jagarna i Leone-klassen. De hade en total längd på 126,8 meter, en bredd på 11,1 meter och ett djupgående på 4,1 meter. Fartygens deplacement var 2 126 ton vid standardlast och 2 980-3 075 ton vid fullast. De drevs av två växlade ångturbiner som vardera drev en propelleraxel och använde ånga från fem du Temple-pannor. Turbinerna var konstruerade för att producera 49 000 shp (37 000 kW), vilket skulle ge fartygen en maximal hastighet på 35,5 knop (65,7 km/h). Fartygen hade 530 ton brännolja med sig, vilket gav dem en räckvidd på 3 000 nautiska mil (5 600 km) vid 15 knop (28 km/h). Besättningen bestod av 10 officerare och 187 besättningsmän i fredstid och 12 officerare och 209 besättningsmän i krigstid.
Chacal-klassens huvudbestyckning bestod av fem enkelmonterade Canon de 13 cm Modèle 1919 sjömålskanoner, ett par kanoner för och akter om överbyggnaden och en femte kanon bakom den akterliga skorstenen. Kanonerna var numrerade från "1" till "5" från för till akter. Deras luftvärnsbestyckning bestod av två Canon de 7,5 cm kanoner modell 1924 i enkelmontage placerade mittskepps. Fartygen hade två trippeluppsättningar ovanför vattnet av 55 cm torpedtuber. De var också utrustade med fyra sjunkbombskastare för vilka de bar ett dussin 100-kilograms sjunkbomber.

## Konstruktion och tjänstgöring
Panthère beställdes den 26 februari 1923 från Arsenal de Lorient. Hon kölsträcktes den 23 december 1923, sjösattes den 27 oktober 1924, färdigställdes den 4 januari 1927 och togs i bruk en månad senare. Färdigställandet försenades av problem med hennes maskineri och sena leveranser från underleverantörer. Fartyget tilldelades 1:a stora jagardivisionen (1ère division de contre-torpeilleurs) (DCT) i Medelhavseskadern (omdöpt till 5:e lätta divisionen (Division légère) (DL) i första eskadern (1ère Escadre) den 1 februari 1927) baserad i Toulon vid färdigställandet, tillsammans med sina systerfartyg Jaguar och Chacal. Den 27 april 1927 deltog Panthère i en flottuppvisning för Gaston Doumergue, Frankrikes president, utanför Marseille. Fartyget var också med vid nästa uppvisning den 3 juli 1928 utanför Le Havre. Den 9 oktober 1928 gav sig Panthère iväg från Toulon tillsammans med Chacal och Tigre för att söka efter den försvunna ubåten Ondine.
Tillsammans med Guépard eskorterade Panthère de lätta kryssarna Lamotte-Picquet och Primauguet till Franska Västindien mellan den 17 januari och 30 april 1930. Två månader senare deltog fartyget i flottuppvisningen i Alger den 10 maj 1930 till minne av hundraårsminnet av den första franska landstigningen i Algeriet den 13 juni 1830. De fyra sjunkbombskastarna avlägsnades 1932 och fartyget tilldelades 1 oktober 1932 den 9:e DL vid Torpedutbildningsskolan (Ecole d'application du lancement à la mer) i Toulon. Ungefär två år senare ersattes 7,5 cm-kanonerna av fyra dubbelmonterade 13,2-millimeter kulsprutor.
När kriget började i september 1939 var Panthère fortfarande placerad i 4:e DCT tillsammans med Tigre och Lynx. Hon tilldelades det västra kommandot (Forces maritimes de l'Ouest) för konvojeskort från oktober till maj 1940 där hon skyddade konvojer som färdades mellan Gibraltar och Brest samt Casablanca, Franska Marocko och Le Verdon-sur-Mer. I oktober-december återinstallerades två sjunkbombskastare, kanon nr 3 togs bort och hennes förråd av sjunkbomber minskades till ett dussin 200 kg och åtta 100 kg sjunkbomber för att förbättra hennes stabilitet.
I maj 1940 påbörjade Panthère en ombyggnad i Toulon som innebar att man lade till rörledningar mellan förmasten och den främre bränsletanken för att fartyget skulle kunna tanka till sjöss och att man tog bort stormasten till förmån för en plattform med en dubbelmonterad lätt 37 mm luftvärnskanonen. När Frankrike kapitulerade den 22 juni arbetade man fortfarande med fartyget och endast en propelleraxel var tillgänglig. Kort därefter placerades fartyget i reserv med endast en underhållsbesättning ombord och dess luftvärnskanoner överfördes till modernare fartyg.
Den 27 november 1942 togs fartyget nästan intakt av tyskarna när de ockuperade Toulon och överlämnades till italienarna den 14 december. Regia Marina döpte om henne till FR 22 och hon togs i bruk igen den 19 januari 1943 efter att Pierre Laval, ledare för Vichy Frankrike, gått med på att överföra henne den 11 januari; hon seglade till Taranto den 23 mars där italienarna använde henne som transportfartyg i italienska vatten. Fartygets mest anmärkningsvärda uppdrag var när hon den 6 augusti transporterade Italiens tidigare premiärminister Benito Mussolini från ön Ponza till La Maddalena på Sardinien. Fartyget borrades i sank i La Spezia den 9 september 1943 efter det italienska vapenstilleståndet och skrotades efter kriget.